# Pseudolecanactis
Pseudolecanactis is een monotypisch geslacht van schimmels in de familie Roccellaceae. Het bevat alleen de soort Pseudolecanactis filicicola.